# Mornas
Mornas is een gemeente in het Franse departement Vaucluse (regio Provence-Alpes-Côte d'Azur) en telt 2209 inwoners (1999). De plaats maakt sinds 1 januari 2017 deel uit van het arrondissement Carpentras.

## Geografie
De oppervlakte van Mornas bedraagt 26,1 km², de bevolkingsdichtheid is 84,6 inwoners per km².
De onderstaande kaart toont de ligging van Mornas met de belangrijkste infrastructuur en aangrenzende gemeenten.

## Demografie
Onderstaande figuur toont het verloop van het inwonertal (bron: INSEE-tellingen).